# Bois des Waibes
Het Bois des Waibes is een bos in de Belgische stad Thuin in de provincie Henegouwen. Het bos is 850ha groot en is gelegen aan beide oevers van de Samber.  Het bos strekt zich uit over de heuvels en heuvelflanken ten noordwesten van Thuin, met het grootste deel op de linker oever van de Samber.

## Flora
De vegetatie van het bos bestaat voornamelijk uit eik, beuk en naaldbomen.

## Fauna
Naast verschillende vogelsoorten komen ook reeën voor in het Bois des Waibes

## Trivia
- Door het bos lopen twee grote routepaden: GR129 en GR12